# Slovaquie aux Jeux olympiques d'hiver de 2002
La Slovaquie fut représentée par 49 athlètes aux Jeux olympiques d'hiver de 2002 à Salt Lake City.

## Épreuves

### Hockey sur glace
- Ľuboš Bartečko
- Pavol Demitra
- Michal Handzuš
- Marián Hossa
- Richard Kapuš
- Richard Lintner
- Ivan Majeský
- Dušan Milo
- Jaroslav Obšut
- Žigmund Pálffy
- Ján Pardavý
- Rastislav Pavlikovský
- Richard Pavlikovský
- Róbert Petrovický
- Pavol Rybár
- Miroslav Šatan
- Richard Šechný
- Peter Smrek
- Rastislav Staňa
- Jozef Stümpel
- Jaroslav Török
- Ľubomír Višňovský